# Eileen (Wisconsin)
Eileen es un pueblo ubicado en el condado de Bayfield en el estado estadounidense de Wisconsin. En el Censo de 2010 tenía una población de 681 habitantes y una densidad poblacional de 7,45 personas por km².

## Geografía
Eileen se encuentra ubicado en las coordenadas 46°32′24″N 90°59′43″O / 46.54000, -90.99528. Según la Oficina del Censo de los Estados Unidos, Eileen tiene una superficie total de 91.43 km², de la cual 91.24 km² corresponden a tierra firme y (0.21%) 0.19 km² es agua.

## Demografía
Según el censo de 2010, había 681 personas residiendo en Eileen. La densidad de población era de 7,45 hab./km². De los 681 habitantes, Eileen estaba compuesto por el 95.74% blancos, el 0% eran afroamericanos, el 2.5% eran amerindios, el 0.15% eran asiáticos, el 0% eran isleños del Pacífico, el 0% eran de otras razas y el 1.62% pertenecían a dos o más razas. Del total de la población el 0% eran hispanos o latinos de cualquier raza.